# Голбол

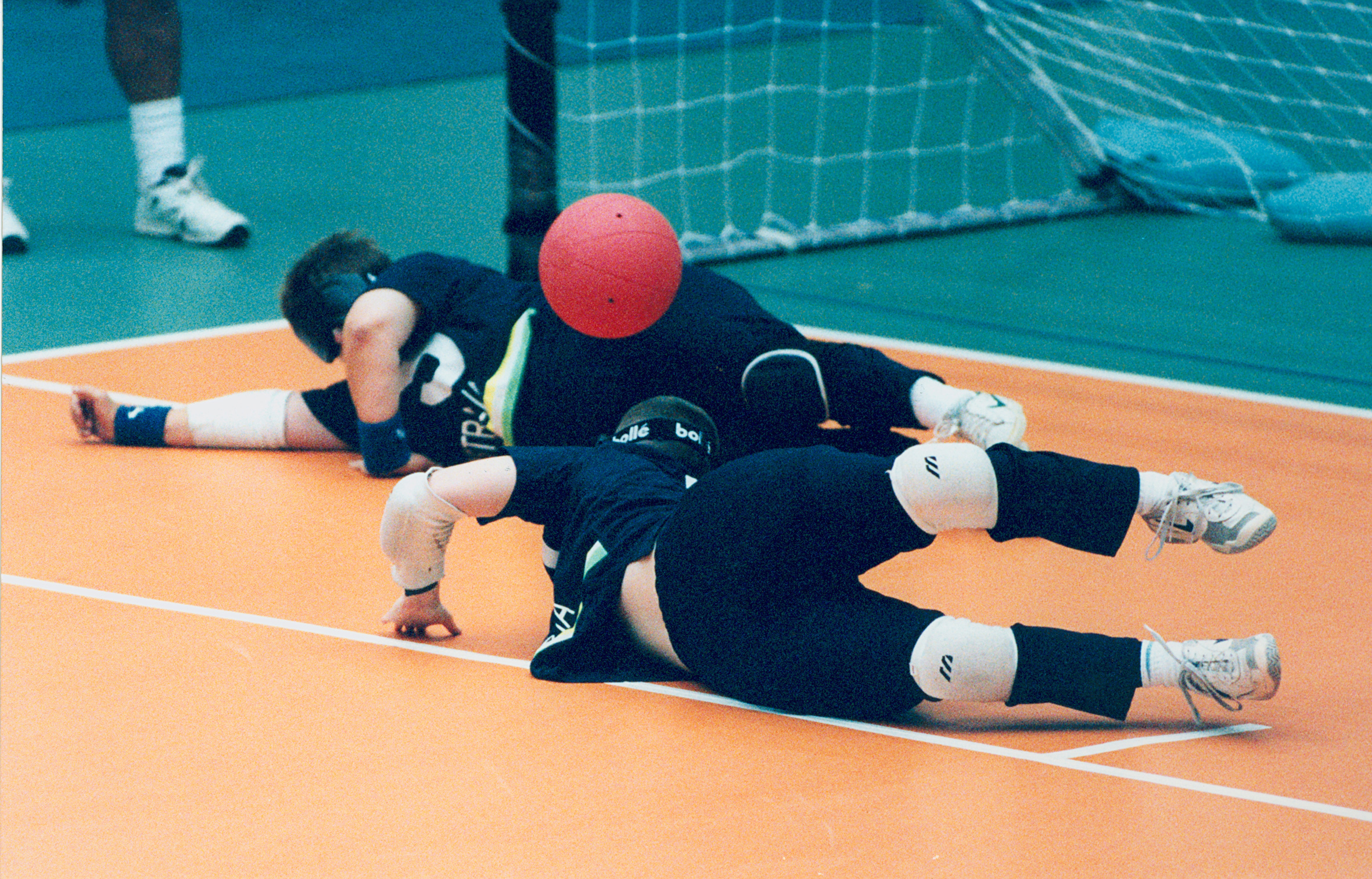
Паралімпійські ігри 1996

Голбол (англ. goalball) — спортивна гра, де команда з трьох гравців повинна закинути м'яч з вбудованим дзвоником у ворота суперника. Голбол був створений у 1946 році для реабілітації ветеранів Другої світової війни з порушеннями зору. Входить до програми Паралімпійських ігор.

## Правила
У грі беруть участь дві команди по троє гравців. Кожна команда може мати три запасних гравці. В обидвох кінцях майданчика розташовані ворота. Гравці грають дзвінким м'ячем (всередині є дзвіночок). Мета гри — закотити м'яч за лінію воріт команди, що захищається, в той час як вона намагається перешкодити.